# Eos Counsell
Eos Counsell, nota anche con lo pseudonimo di Eos, precedentemente come Eos Chater (Cardiff, 27 gennaio 1976), è una violinista gallese che fa parte del gruppo musicale tutto al femminile Bond.

## Biografia
Counsell ha conseguito una Laurea honoris causa al Royal College of Music di Londra.
Prima di far parte delle Bond, si occupava di arrangiare musica per violino e suonare insieme a gruppi come The Divine Comedy, Cocteau Twins, Julian Cope, Gabrielle and Mark Knopfler.
Eos Counsell ha insegnato a suonare il violino a Benedict Cumberbatch che in tutti gli episodi della serie targata BBC Sherlock suona tale strumento, e ne ha registrato il suono.
Ha anche insegnato a suonare il violino a Tom Hiddleston per Solo gli amanti sopravvivono.
Eos Counsell, insieme alle altre del quartetto Bond, ha ricevuto il riconoscimento Freedom of the City of London l'8 gennaio 2018.